# Caso esivo
El caso esivo expresa el significado de un estado temporal en que alguien o algo se encuentra o una cualidad, que a menudo equivale a las expresiones en español «tal y como un...» o «en calidad de...».
En finés, este caso se marca añadiendo el morfema «na» a la raíz del nombre en genitivo, pero con una fuerte gradación consonántica.  Por ejemplo: «lapsi» -> «niño», «lapsena» -> «como un niño»,  «cuando yo era un niño».
En finés, también se emplea este caso cuando se desea especificar las fechas o días cuando algo ha ocurrido. Por ejemplo:
«maanantaina» -> «el lunes», «kuudentena joulukuuta» -> «el 6 de diciembre».
- Datos: Q148465